# 小園蓉子
小園 蓉子（こぞの ようこ、1932年10月16日 - 2025年7月10日）は、日本の女優。本名は佐藤敦子。滋賀県大津市出身。

## 来歴・人物
戦後すぐに横浜に移住。1948年に神奈川県立横浜平沼高等学校に進学する。同期に岸恵子、日比野恵子がいた。
1951年に松竹大船に入社し映画、中村登監督『恋文裁判』でデビューする。1955年に『絵島生島』を最後に松竹を退社。1956年に日活専属契約を結び、『姉さんのお嫁入り』で初主演する。1968年に日活を退社。フリーとなりテレビドラマに活躍する。

## 出演

### 映画
- 命美わし（1951年、松竹大船）
- とんかつ大将（1952年、松竹大船） - お艶
- 伊豆の艶歌師（1952年、松竹大船） - 蝶蝶
- 息子の青春（1952年、松竹大船） - 森川たみ子
- お茶漬の味（1952年、松竹大船） - 女中ふみ
- 鳩（1952年、松竹大船）
- リンゴ園の少女（1952年、新芸術プロ）
- 娘の晴着（1952年、松竹大船）
- 東京やんちゃ娘（1953年、松竹大船）
- 花嫁花婿寝言合戦（1953年、松竹大船）
- 妻の青春（1953年、松竹大船）
- 女だけの心（1953年、松竹大船）
- 妻の喜び（1953年、松竹大船）
- きんぴら先生とお嬢さん（1953年、松竹大船）
- お嬢さん社長（1953年、松竹大船） - 森川菊子
- 山椒大夫（1954年、大映京都） - 小萩
- 和蘭囃子（1954年、日米プロ）
- 鶏はふたゝび鳴く（1954年、新東宝）
- 浮かれ狐千本桜（1954年、新東宝） - お安
- 浪人吹雪（1955年、松竹京都）
- 路傍の石（1955年、松竹大船） - 志田かよ子
- 絵島生島（1955年、松竹大船） - 友音
- 姉さんのお嫁入り（1956年、日活）
- 燃ゆる黒帯 花の高校生（1956年、日活） - 芸妓小町
- しあわせはどこに（1956年、日活） - 女中キク
- 花の運河（1956年、日活） - 片桐千恵子
- 夏の嵐（1956年、日活） - 浅井妙子
- 愛は降る星のかなたに（1956年、日活）
- 牛乳屋フランキー（1956年、日活） - 花代
- 危険な関係（1957年、日活） - 白妙敬子
- マダム（1957年、日活） - マキ
- 永遠に答えず（1957年、日活） - 三田村礼子
- 青春の冒険（1957年、日活） - 高木千鶴子
- 素足の娘（1957年、日活）
- 危険な年齢（1957年、日活）
- 峠（1957年、日活）
- 禁じられた唇（1958年、日活）
- 東京野郎と女ども（1958年、日活） - 染香
- 麻薬3号（1958年、日活）
- 永遠に答えず 完結篇（1958年、日活） - 礼子
- 春泥尼（1958年、日活） - 秀玉尼
- 場末のペット吹き（1958年、日活）
- 地獄の罠（1958年、日活）
- 風速40米（1958年、日活） - 豊子
- 男のブルース（1958年、日活）
- 東京は恋人（1958年、日活）
- 獣のいる街（1958年、日活）
- 影なき声（1958年、日活） - まゆみ
- 続 夫婦百景（1958年、日活）
- 青い国道（1959年、日活）
- 仮面の女（1959年、日活）
- 非常手配（1959年、日活）
- 名づけてサクラ（1959年、日活）
- 逃亡者（1959年、日活）
- 二連銃の鉄（1959年、日活） - 君子
- 事件記者 真昼の恐怖（1959年、日活）
- 人形の歌（1959年、日活）
- 夜霧の空港（1959年、日活）
- 無言の乱斗（1959年、日活） - 酒井たか子
- 事件記者 狙われた十代（1960年、日活）
- ある脅迫（1960年、日活）
- 特捜班5号（1960年、日活）
- 幌馬車は行く（1960年、日活）
- 東京の暴れん坊（1960年、日活） - 一本槍の秘書・道子
- 波濤を越える渡り鳥（1961年、日活） -
- 天使が俺を追い駈ける（1961年、日活） - エリ
- 東京ドドンパ娘（1961年、日活）
- 俺はトップ屋だ　顔のない美女（1961年、日活）
- でかんしょ風来坊（1961年、日活） - 秘書道子
- この若さある限り（1961年、日活） - 木村とみ子
- いのちの朝（1961年、日活）
- ヨットとお転婆娘（1961年、日活）
- 高原児（1961年、日活） - 松谷夏江
- 機動捜査班 東京危険地帯（1961年、日活）
- 明日が私に微笑みかける（1961年、日活）
- 一本杉はなにを見た（1961年、日活）
- 機動捜査班 暴力（1961年、日活）
- 北帰行より 渡り鳥北へ帰る（1962年、日活） - 秋野幸江
- 夢がいっぱい暴れん坊（1962年、日活） - リラ子
- 英語に弱い男 東は東、西は西（1962年、日活）
- 泣くんじゃないぜ（1962年、日活）
- 愛と死のかたみ（1962年、日活） - 里子
- 銀座の次郎長（1963年、日活） - リラ子
- エデンの海（1963年、日活） - 女教師
- 丘は花ざかり（1963年、日活）
- 銀座の次郎長 天下の一大事（1963年、日活） - リラ子
- こんにちは赤ちゃん（1964年、日活） - 谷村律子
- 猟人日記（1964年、日活） - 尾花常子
- 意気に感ず（1965年、日活） - 弥生
- 青春のお通り 愛して泣いて突っ走れ（1966年、日活） - 桃代
- 愛の渇き（1967年、日活） - 浅子
- 恋のハイウエイ（1967年、日活） - 浜子
- 新どぶ川学級（1976年、日活） - 修の母

### テレビドラマ
- 雨の中に消えて（1966年、NTV）
- あいつと私（1967年、NTV）
- 志都という女（1967年、TBS）
- フジ三太郎（1969年、TBS）
- 鬼平犯科帳 第１シリーズ 第24話「八丁堀の女」（1970年、NET・東宝）- お欣
- すし屋のケンちゃん 第14話「ケンちゃんのホームラン王」（1971年、TBS/国際放映）-幸雄の母
- 人形佐七捕物帳 第12話「鶴の千番」（1971年、NET・東宝） - お近
- 帰ってきたウルトラマン 第31話「悪魔と天使の間に....」（1971年、TBS/円谷プロ） - 看護婦
- 特別機動捜査隊 第528話「その拳銃を追え」（1971年、NET）
- 一心太助 第17話「この子誰の子」（1972年、CX / 国際放映） - ちの
- ウルトラマンA 第33話「あの気球船を撃て!」（1972年、TBS/円谷プロ） - 大介の母
- 半七捕物帳 第22話「二人女房」（1972年、NET）
- 大江戸捜査網（12ch / 三船プロ）
  - 第67話「三匹の用心棒」（1972年）
  - 第250話「鈴の音が俺を呼んだ!」（1976年）
- 走れ!ケー100 第40話「教頭先生は大助かり」（1974年、TBS）
- 雑居時代 第24話「鬼千匹」（1974年、NTV/ユニオン映画） - 秀子の母
- 旗本退屈男 第18話「宝の山に迷った奴」（1974年、NET）
- 円盤戦争バンキッド（1976年 - 1977年、NTV）
- バトルホーク（1976年 - 1977年、12ch） - 楯静子
- 大都会 PARTII 第10話「刑事(デカ)のいのち」（1977年、NTV）
- あなただったら?（1986年、TBS）
- 銭形平次 第3話「人情、迷子札」（1987年、NTV） - お登勢
- 裸の大将 第22話「清と赤い自転車」（1987年、KTV）
- 火曜サスペンス劇場「引き裂かれた夜」（1988年、NTV）
- 木曜ゴールデンドラマ「松本清張の老春」（1990年、YTV/松竹）
- 花ふぶき女スリ三姉妹4（1990年、ABC）

### その他の番組
- 一枚の写真（1987年、CX）

### 吹き替え
- 宇宙への冒険（1958年）[1]